# Eschachtalbrücke
Die Eschachtalbrücke ist eine Talbrücke in Deutschland. Sie überführt die Bundesautobahn 81 bei Rottweil über das Eschachtal.
Die vierfeldrige Spannbetonbrücke ist 443 m lang und hat Spannweiten von 83,0 + 128,0 + 124,0 + 108,0 m. Die Brückenbreite beträgt 31 m, der einzellige 9,0 m breite Hohlkasten des Überbaus hat eine Höhe von 6,0 m. Der mittlere Talpfeiler hat eine maximale Höhe von 80 m und ist auf 64 Bohrpfählen mit Längen bis zu 22 m gegründet. Die maximale Höhe über dem Tal beträgt 89 m.
Die Brücke wurde im Dezember 1977 dem Verkehr übergeben und war Vorbild für die noch größere Kochertalbrücke.